# Katedra Wniebowzięcia Najświętszej Maryi Panny w Chur
Katedra Wniebowzięcia Najświętszej Maryi Panny w Chur (niem. Kathedrale St. Maria Himmelfahrt (Chur)) – główna świątynia diecezji Chur w Szwajcarii.
Została wybudowana w stylu romańsko-gotyckim. Jest to bazylika filarowa wzniesiona w latach 1171–1282. Wcześniejsze fragmenty pochodzą z VI i IX wieku. Posiada bogate wyposażenie wnętrza.